# Veglie
Veglie là một đô thị và thị xã của Ý. Đô thị này thuộc tỉnh Lecce trong vùng Apulia. Veglie có diện tích km2, dân số theo ước tính năm 2005 của Viện thống kê quốc gia Ý là 14.250 người. 
Các đơn vị dân cư:
Đô thị Veglie giáp với các đô thị: